# Odontonia (kreeft)
Odontonia is een geslacht van kreeftachtigen uit de klasse van de Malacostraca (hogere kreeftachtigen).

## Soorten
- Odontonia compacta (Bruce, 1996)
- Odontonia katoi (Kubo, 1940)
- Odontonia maldivensis Fransen, 2006
- Odontonia rufopunctata Fransen, 2002
- Odontonia seychellensis Fransen, 2002
- Odontonia sibogae (Bruce, 1972)
- Odontonia simplicipes (Bruce, 1996)